# Crytea sanguinator

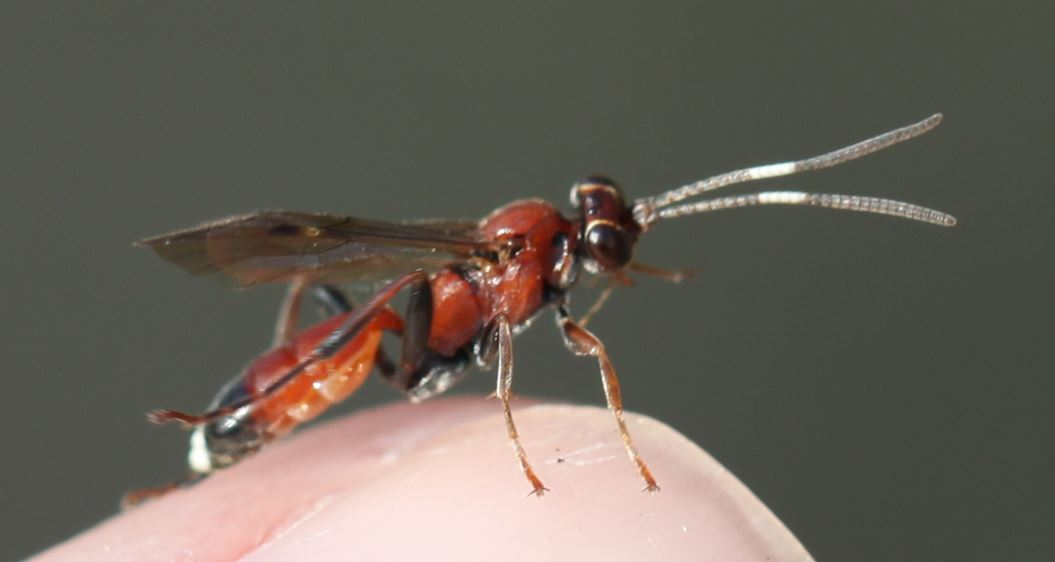
Crytea sanguinator, Weibchen, Seitenansicht

Crytea sanguinator ist eine Schlupfwespe aus der Unterfamilie der Ichneumoninae. 

## Merkmale
Die Schlupfwespen erreichen eine Größe von 7–9 mm. Frons, Thorax, Scutellum und der vordere Teil des Hinterleibs sind weitgehend rot gefärbt. Das erste Tergit ist mit Ausnahme der Basis rot. Die Tergite 2 und 3 sind vollständig rot gefärbt. Das vierte Tergit ist an der Basis rot, ansonsten schwarz. Die hinteren Tergite sind schwarz. Am Hinterleibsende befindet sich auf der Oberseite ein weißer Fleck. Das Weibchen besitzt einen kurzen Legestachel. Bei den Weibchen ist das Scutellum flach, während es bei den Männchen erhöht ist. Die Augen sind an der Innenseite gelb gerändert. Die schwarzen Fühler besitzen auf halber Länge ein weißes Band, das sich über etwa 4 Fühlerglieder erstreckt. Die Beine sind überwiegend dunkel. Die hinteren Femora sind schwarz. Im Gegensatz zur verwandten Art Crytea erythraea sind die hinteren Coxae vollständig schwarz gefärbt. Die hinteren Tarsen der Männchen besitzen einen weißen Ring.

## Verbreitung
Crytea sanguinator ist neben Crytea erythraea eine von zwei Vertretern der Gattung Crytea in Europa. Sie kommt in weiten Teilen Europas vor. Auf den Britischen Inseln ist die Art vertreten. Sie fehlt jedoch in Skandinavien. Ihr Vorkommen reicht im Süden bis nach Nordafrika und Madeira, im Osten bis in den Mittleren Osten (Iran).

## Lebensweise
Die Schlupfwespen beobachtet man ab Anfang April. Man findet sie auf Wiesen. Dort halten sie sich häufig am Boden in der Krautschicht auf. Die Art parasitiert Raupen aus den Familien der Eulenfalter und Flachleibmotten.

## Taxonomie
Die Art wurde von Pietro Rossi im Jahr 1794 als Ichneumon sanguinator erstbeschrieben. Neben der Nominatform wird noch die Unterart C. s. nigrescens Schmiedeknecht, 1929 unterschieden.
Synonyme der Art sind:
- Ichneumon ruficollis Stephens, 1835
- Barichneumon sanguinator (Rossi, 1794)
- Barichneumon ruficollis (Stephens, 1835)